# Aaron Beeney
Aaron Beeney (* 1. Januar 1984 in Sittingbourne) ist ein englischer Dartspieler.

## Karriere
Aaron Beeney nahm 2018 erfolglos bei der PDC Qualifying School (Q School) in Wigan teil. Anschließend spielte er die PDC Challenge Tour und legte 2019 ein Jahr Pause vom Dartsport ein. Ein Jahr später sicherte er sich überraschenderweise am dritten Tag der Q School die Tourkarte für die PDC Pro Tour. Bei den UK Open 2020 unterlag er in seinem Auftaktspiel dem Niederländer Wesley Harms. Sein erstes Spiel auf der Pro Tour gewann Beeney nach zuvor 15 Niederlagen beim 11. Event der Players Championships 2020. Die Qualifikation für ein weiteres Major oder die WM gelang ihm jedoch nicht.
Bei den UK Open 2021 scheiterte Beeney mit 2:6 an Lisa Ashton. Auf der PDC Pro Tour gelang ihm der Einzug ins Halbfinale beim Players Championship Nummer 10. Dieses verlor er mit 4:6 gegen Michael Smith. Dennoch gelang ihm auch 2021 keine Majorteilnahme abseits der UK Open, sodass er zum Ende des Jahres seine Tourkarte verlor und bei der PDC Qualifying School 2022 in der Final Stage startete. Dabei gelang es ihm allerdings nicht, sich seine Tour Card zurückzugewinnen. Er spielte daraufhin erfolglos ein Wochenende Challenge Tour, bevor er aus dem internationalen Dartsport verschwand.
2025 war Beeney wieder für die Q-School gemeldet. Er gewann dabei am dritten Tag zwei Spiele, schaffte es jedoch nicht, sich für die Final Stage zu qualifizieren.
Beruflich ist Beeney als Gefängniswärter tätig.